# Alzamiento de Pascua
El Alzamiento de Pascua (en inglés: Easter Rebellion o Easter Rising; en irlandés: Éirí Amach na Cásca) fue una rebelión que tuvo lugar en Irlanda contra la autoridad del Reino Unido, que estalló el lunes de Pascua de abril de 1916. La rebelión constituyó el más conocido intento de tomar el control del país por parte de los independentistas y republicanos irlandeses para lograr la independencia del Reino Unido.
Este intento revolucionario republicano se produjo entre el 24 y el 29 de abril de 1916, cuando parte de los Voluntarios Irlandeses (brazo armado de la Hermandad Republicana Irlandesa o IRB) encabezados por el maestro y abogado Patrick Pearse, así como el reducido Ejército Ciudadano Irlandés del líder sindicalista e izquierdista James Connolly, tomaron posiciones clave de la ciudad de Dublín y proclamaron la República Irlandesa. El acontecimiento suele interpretarse como el momento clave del proceso de independencia irlandés, aunque también marcó la división entre el republicanismo y el nacionalismo irlandés, que hasta el momento había aceptado la promesa de una autonomía limitada bajo la Corona británica, plasmada en la tercera Ley de Gobierno Autónomo que había sido aprobada en 1914 y suspendida debido al estallido de la Primera Guerra Mundial. La rebelión fue reprimida después de seis días de enfrentamientos, aunque se la considera exitosa por conseguir elevar al primer plano la cuestión de la independencia de Irlanda, que años más tarde se materializaría en realidad.

## Planificación del alzamiento
Si bien el Alzamiento de Pascua fue puesto en práctica fundamentalmente por los Voluntarios Irlandeses, la planificación corrió a cargo de la IRB. Poco después del estallido de la Primera Guerra Mundial, el 4 de agosto de 1914, el Consejo Supremo de la IRB se reunió y, bajo la premisa que dice que «los apuros de Inglaterra son las oportunidades de Irlanda», se decidió pasar a la acción poco antes del final de la guerra. Con este fin, el tesorero de la IRB, Tom Clarke, formó un Comité Militar que habría de planificar el alzamiento, formado en un principio por Pearse, Éamonn Ceannt y Joseph Plunkett, y al que se incorporarían algo más tarde el propio Clarke y Sean McDermott. Todos excepto Clarke eran miembros tanto de la IRB como de los Voluntarios Irlandeses. Desde su fundación en 1913 se habían infiltrado en secreto en la organización de los Voluntarios, promoviendo desde su interior la ascensión de miembros de la IRB al rango de oficiales, con lo que hacia los días del Alzamiento buena parte de los altos cargos de los Voluntarios eran activos republicanos a favor de la lucha armada. Una excepción notable fue la del fundador Eoin MacNeill, que estaba decidido a utilizar a los Voluntarios como moneda de cambio con Londres tras la contienda mundial, y que se opuso a cualquier rebelión que no tuviese garantías de éxito. A pesar de todo, la IRB esperaba ganárselo o bien ignorar sus órdenes. No consiguieron ejecutar su plan en ninguno de los dos casos.

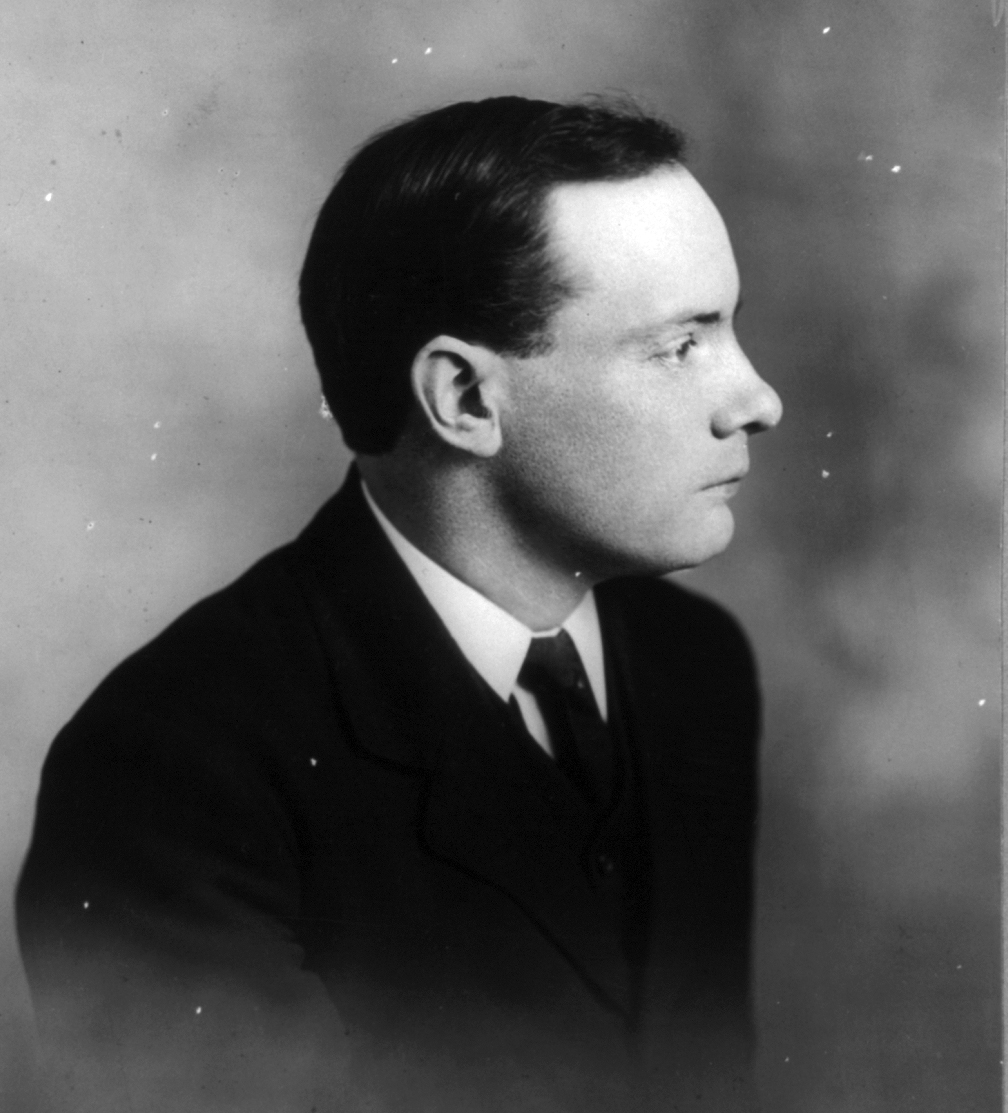
Retrato de Patrick Pearse, uno de los principales líderes del Alzamiento de Pascua.

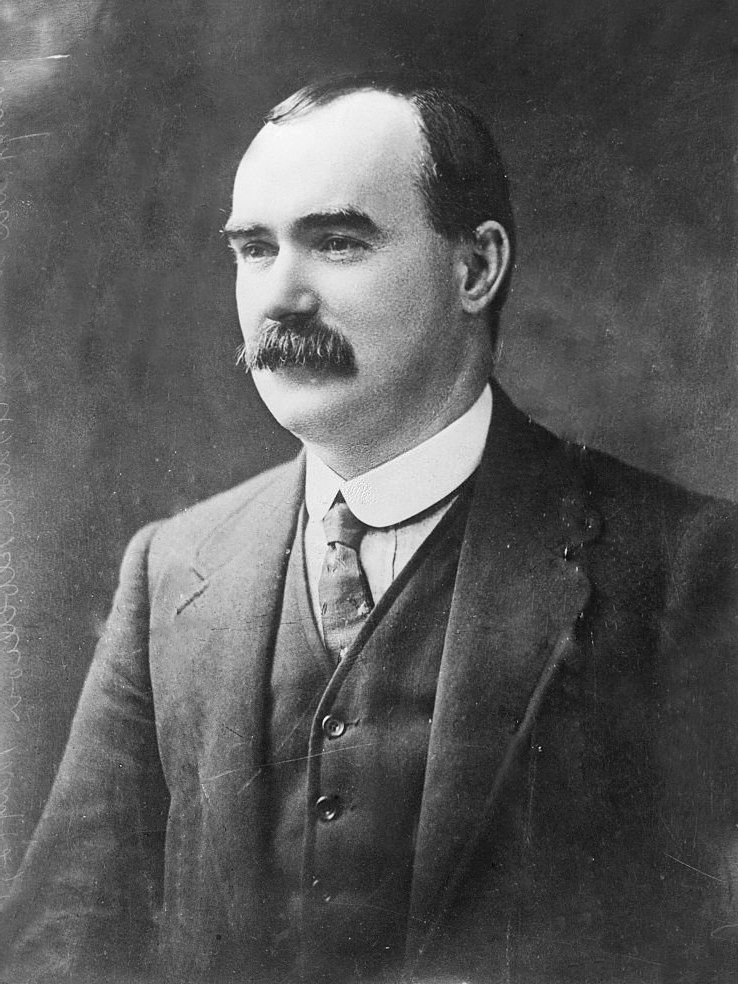
James Connolly, líder sindicalista de ideas socialistas y comandante del Ejército Ciudadano Irlandés (ICA), fue uno de los participantes en el alzamiento.

El plan encontró la primera traba importante cuando James Connolly, líder del Ejército Ciudadano Irlandés (ICA), un grupo armado de tendencias socialistas, que ignoraban por completo los planes de la IRB, amenazaron con iniciar una rebelión por su cuenta si otros partidos se negaban a pasar a la acción. Puesto que el ICA apenas tenía doscientos integrantes, cualquier acción en la que se embarcasen resultaría un fracaso, y arruinaría las posibilidades de éxito del alzamiento de los nacionalistas. Así, los líderes de la IRB se reunieron con Connolly y le persuadieron de unirse a ellos. Acordaron actuar conjuntamente la siguiente Semana Santa.
Con el fin de neutralizar a los informadores y, de hecho, al propio cabecilla de los Voluntarios, a principios de abril Pearse dio orden de organizar tres días de «desfiles y maniobras» de los Voluntarios coincidiendo con el Domingo de Pascua (para lo que tenía autoridad en calidad de director de la organización). La idea era que los verdaderos republicanos de la organización (especialmente los miembros de la IRB) sabrían perfectamente lo que esto significaba, mientras que hombres como MacNeill y las autoridades británicas del castillo de Dublín lo interpretarían literalmente. Por supuesto, esto era demasiado suponer, ya que MacNeill percibió pronto lo que se estaba cociendo y amenazó con «hacer todo lo posible excepto llamar al Castillo de Dublín» para impedir el alzamiento. Aunque se le convenció brevemente de participar en algún tipo de acción cuando MacDermott le informó de un carguero de armas alemanas que estaba a punto de atracar en el Condado de Kerry, encargado por la IRB en colaboración con sir Roger Casement (que irónicamente acababa de llegar a Irlanda para «detener» el alzamiento), al día siguiente MacNeill volvió a su postura original tan pronto como averiguó que el barco había sido hundido. Con la ayuda de sus partidarios, especialmente Bulmer Hobson y los O'Rahilly, dio contraorden a todos los Voluntarios de que cancelasen todas las acciones programadas para el domingo. No obstante, esto sólo sirvió para retrasar el alzamiento un día y reducir considerablemente el número de insurgentes participantes.

## El alzamiento

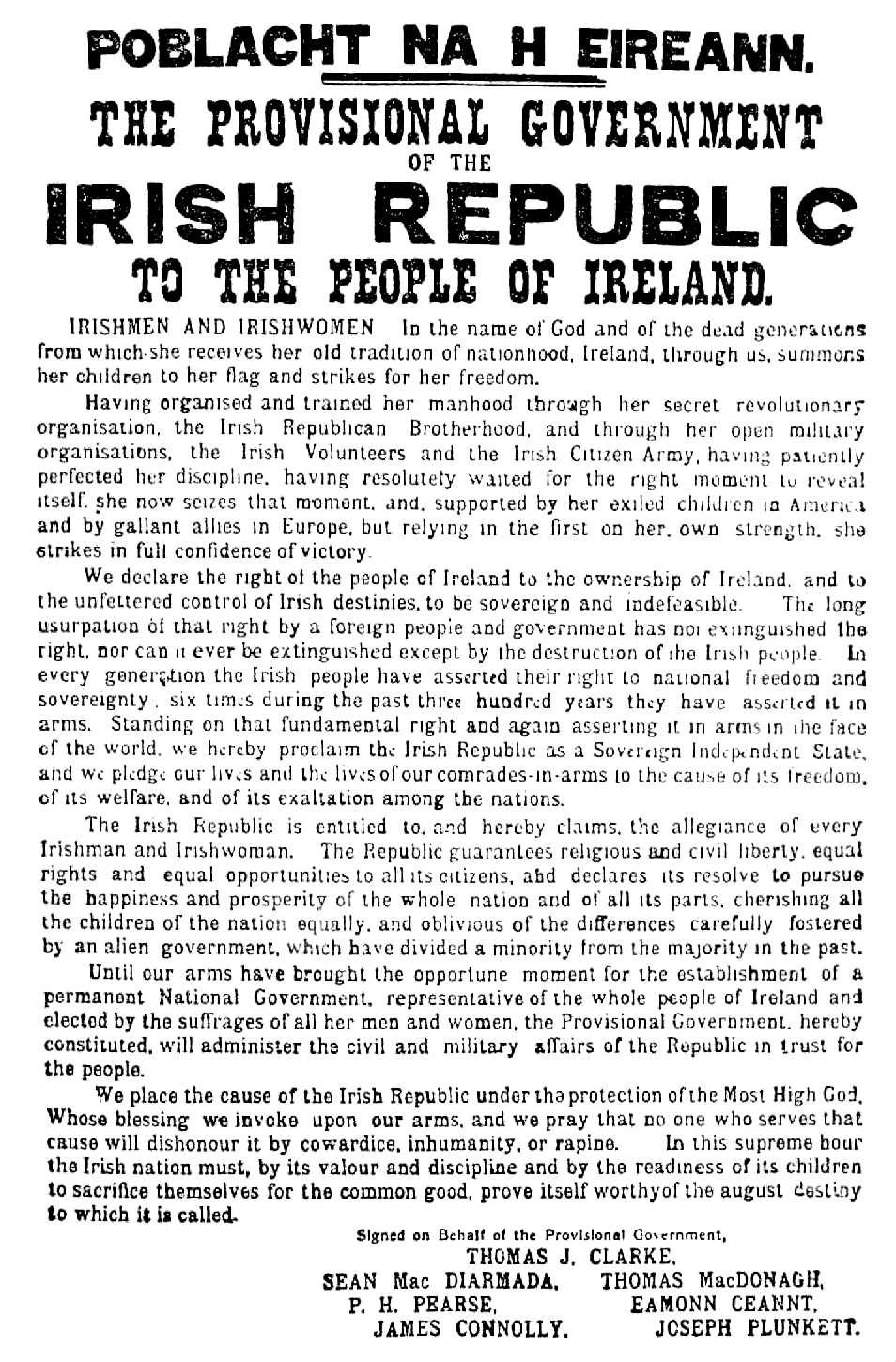
Acta de proclamación de la República Irlandesa.

El plan, largamente elaborado por Plunkett (y en apariencia muy similar al tramado por su cuenta por Connolly), era tomar los edificios clave de Dublín para acordonar la ciudad y resistir el inevitable ataque del ejército británico. La división de Dublín había sido organizada en cuatro batallones, cada uno a las órdenes de un comandante de lealtad reconocida por la IRB. También se formó un quinto batallón improvisado con partes de los otros cuatro y la ayuda del Ejército Ciudadano Irlandés. Este fue el batallón cuyo cuartel general se estableció en la Oficina Central de Correos, y del que formaban parte Pearse, presidente y Comandante en Jefe; Connolly, comandante de la división de Dublín, así como Clarke, MacDermott, Plunkett y un joven capitán llamado Michael Collins. El primer batallón, comandado por Ned Daly, tomó los juzgados de Four Courts y ciertas áreas del noroeste; el segundo batallón, que estaba a las órdenes de Thomas MacDonagh, se estableció en la fábrica de galletas Jacob's Biscuit, al sur de la ciudad; en el este el comandante Éamon de Valera tenía a su cargo el tercer batallón en la panificadora Boland; por último, el cuarto batallón de Ceannt tomó el «centro de inserción» conocido como South Dublin Union en el suroeste. A su vez, miembros del Ejército Ciudadano Irlandés tomaron St Stephen's Green y el Ayuntamiento de Dublín. Las tensiones ideológicas afloraron cuando un oficial de los Voluntarios dio orden de fusilar a varios saqueadores y James Connolly le contradijo ferozmente.
Puesto que la contraorden de MacNeill impidió el alzamiento en todas las áreas excepto Dublín, el mando de todos los rebeldes activos recayó sobre Connolly, que por fortuna era el más dotado tácticamente del grupo. Tras recibir una herida grave, Connolly fue capaz de seguir guiando la rebelión haciéndose transportar en una cama (aunque consiguió el dudoso logro de insistir en que un gobierno capitalista nunca utilizaría la artillería contra sus propiedades; en menos de 48 horas los británicos le demostraron cuán errado estaba). El ejército se movió con cautela, pues no tenía la seguridad de ante cuántos insurgentes debía medirse, y se concentró en asegurar los accesos al castillo de Dublín y en aislar el cuartel general de la Oficina Central de Correos antes de que el Helga bombardeara buena parte de la ciudad y la incendiara en gran medida. Su plan funcionó más que bien: superiores en número a los rebeldes con unos 4500 soldados británicos y 1000 efectivos de la policía (se calcula que los Voluntarios insurgentes rondaban los 1000 hombres, y los miembros del Ejército Ciudadano Irlandés los 250), superaron muchas de las defensas y aislaron a las restantes hasta que hacia el final de la semana la única orden que pudieron recibir fue la de rendirse. El propio cuartel general fue escenario de poca acción. Probablemente el momento más digno de mención fue cuando Pearse leyó la proclamación de la república a las puertas de la Oficina Central de Correos frente a una muchedumbre en su mayoría indiferente. Después los rebeldes se atrincheraron dentro de la oficina y pronto fueron bombardeados desde la distancia, por lo que se vieron incapaces de devolver los ataques; el tiempo transcurrió hasta que, atrapados en una posición insostenible, fueron expulsados de su cuartel general. El sábado 29 de abril, desde el nuevo cuartel general de la calle Moore y tras darse cuenta de que lo único que podían ya conseguir era la muerte de más civiles, Pearse decidió rendirse.
Pearse mandó a Elizabeth O'Farrell con una bandera blanca y una insignia de la cruz roja para que se presentara frente al General William Lowe y le ofreciera su rendición. El General Lowe la aceptó, y Pearse se entregó acompañado de O'Farrell ante él. Más adelante, O'Farrell, acompañada de un sacerdote y tres soldados, se encargó de informar de la rendición en todos los batallones.
Los rebeldes no tenían mucho respaldo popular en aquel momento, y cientos de personas resultaron muertas o heridas, en su mayoría civiles atrapados en el fuego cruzado). Unos 3000 sospechosos fueron arrestados y 15 cabecillas (incluidos los siete firmantes de la declaración de independencia) fueron ejecutados entre el 3 y el 12 de mayo. Entre ellos se contaba, mortalmente herido, Connolly, que fue fusilado atado a una silla porque era incapaz de mantenerse en pie. A la sazón las autoridades locales irlandesas y muchos periódicos como el Irish Independent (en un editorial) exigían la ejecuciones. Los prisioneros camino de los campos de internamiento en Gales recibían las burlas y esputos de enfurecidos dublineses.

## Infiltración en el Sinn Féin

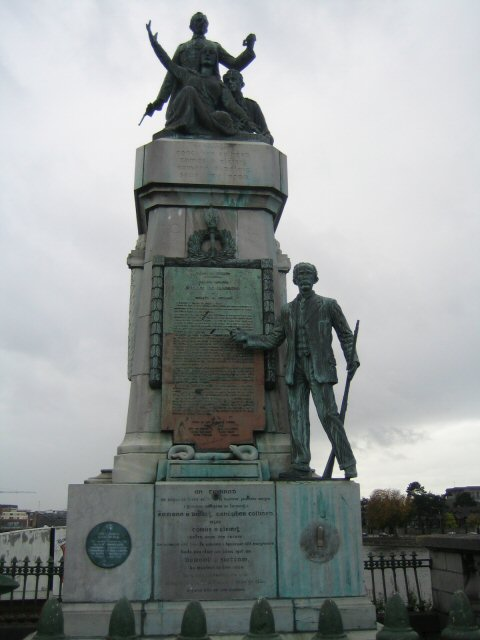
Monumento a los caídos del Alzamiento de Pascua en Limerick

Las ejecuciones marcaron el inicio de un cambio en la opinión pública irlandesa, que hasta entonces había visto a los rebeldes como aventureros irresponsables cuyas acciones podían dañar la causa nacionalista. A medida que los prisioneros iban siendo liberados y reorganizaban las fuerzas republicanas, el sentimiento nacionalista empezó a decantarse hacia el pequeño partido monárquico Sinn Féin, que irónicamente no había estado implicado pero que era erróneamente acusado por el Gobierno británico y los medios de comunicación irlandeses de estar tras el alzamiento. 
Los líderes supervivientes, bajo las órdenes de Éamon de Valera, se infiltraron en el Sinn Féin y depusieron a su anterior cúpula monárquica encabezada por Arthur Griffith, que había fundado el partido en 1905 para presionar a favor de la monarquía dual Angloirlandesa. El Sinn Féin y el Partido Parlamentario Irlandés se enfrentaron en una serie de batallas de indefinido resultado, ya que cada uno ganó varias elecciones menores, hasta que durante la Crisis del reclutamiento de 1918 (cuando los británicos intentaron imponer levas en Irlanda) inclinó la balanza de la opinión pública del lado del Sinn Féin.
Al inicio de la Primera Guerra Mundial estalló la Revuelta de los Bóer en Sudáfrica, cuando los afrikáner, deseosos de romper los vínculos entre Sudáfrica y el Imperio británico, se aliaron con los alemanes del África del Sudoeste Alemana, la actual Namibia. La revuelta fue aplastada por las fuerzas leales al gobierno sudafricano. Muy al contrario de la reacción británica con respecto al alzamiento irlandés, en un gesto conciliador, el gobierno sudafricano fue indulgente con los líderes supervivientes de la revuelta y les persuadieron de trabajar en pos del cambio dentro del marco de la constitución. Esta estrategia funcionó y los afrikáneres antibritánicos no tramaron más rebeliones armadas. En 1921 Jan Smuts, un relevante político y militar sudafricano, fue capaz de llamar la atención del primer ministro David Lloyd George sobre este ejemplo, lo que ayudó al gobierno británico a alcanzar un compromiso en la negociación del Tratado anglo-irlandés. «¿Qué habría sido si los británicos hubiesen sido más indulgentes con los rebeldes irlandeses?» es una de las especulaciones recurrentes sobre las relaciones anglo-irlandesas.

## Elecciones generales de 1918
Las elecciones generales a la Cámara de los Comunes de diciembre de 1918 fueron un paseo para el Sinn Féin en toda Irlanda (bien es cierto que en la mayoría de los escaños no tuvieron competencia), cuyos diputados se congregaron el 21 de enero de 1919 en Dublín para proclamar la República de Irlanda, liderados por Éamon de Valera, que escapó de las ejecuciones de 1916 por pura suerte (su ubicación lejos del resto de los prisioneros impidió su ejecución inmediata, y su ciudadanía estadounidense condujo a un retraso mientras se aclaraba su situación legal; para cuando se tomó la decisión de ejecutarle y su nombre había llegado a los primeros puestos de la lista, las ejecuciones fueron suspendidas).

## Consecuencias a largo plazo
El Alzamiento de Pascua suele verse como condenado al fracaso desde su concepción, y a menudo se afirma que sus propios cabecillas lo entendieron así: varios críticos han vislumbrado en él un «sacrificio de sangre» acorde con algunos de los escritos más románticos de Pearse. Aunque los acontecimientos precipitaron la constitución del Estado irlandés, no contribuyeron precisamente a la tranquilidad de los unionistas irlandeses, protestantes. 
Si bien el Alzamiento de Pascua es reconocido y tratado como un momento importante en el desarrollo histórico de Irlanda, sus ramificaciones políticas aún están por desvelar completamente. La moderna República de Irlanda y la gran mayoría de sus ciudadanos lo consideran el inicio de su independencia. Algunos historiadores no llegan a un acuerdo sobre si es el alzamiento de 1916 o quizá el Tratado anglo-irlandés de 1922, firmado por los delegados irlandeses y el gobierno británico en 1921 tras la Guerra Anglo-Irlandesa, el acontecimiento que marca la independencia y el primer reconocimiento formal de los británicos de una Irlanda independiente.

## El socialismo y el Alzamiento de Pascua
El Alzamiento de Pascua ha sido descrito en ocasiones como «la primera revolución socialista de Europa», aunque la veracidad de esta afirmación es debatible. De sus líderes, sólo Connolly estaba comprometido con la causa socialista. Además, aunque el resto aceptaba en principio la noción de un Estado socialista con el fin de persuadir a Connolly para que se uniese a la rebelión, lo cierto es que su dedicación a este ideal es, en el mejor de los casos, muy cuestionable. Para ellos, una revolución política y cultural era mucho más importante que la económica. Efectivamente, hombres como Pearse se habían resignado ante el hecho de que el alzamiento sería un fracaso militar, y por lo tanto cualquier promesa relacionada con el futuro era insustancial. Evidentemente Connolly no creía que sus compañeros fuesen sinceros en este asunto, y se preparó para la lucha de clases que seguiría al establecimiento de la República Irlandesa. Años después, la URSS fue el primer país que reconoció a la República de Irlanda.

## Ejecutados por su participación en el Alzamiento de Pascua
- Patrick Pearse
- Thomas Clarke
- Thomas MacDonagh
- Joseph Plunkett
- Edward Daly
- William Pearse
- Michael O'Hanrahan
- John MacBride
- Éamonn Ceannt
- Michael Mallin
- Cornelius 'Con' Colbert
- Sean Heuston
- Sean MacDermott
- James Connolly
- Thomas Kent
- Roger Casement
- Richard Rice Kent